# Chvádže Šamsuddín Muhammad Háfiz
Chvádže Šamsuddín Muhammad Háfiz (asi 1320–1390 Šíráz, Persie), znám především jako Háfiz, byl perský lyrický básník. V Íránu je dnes nejpopulárnějším básníkem a soubor jeho díla (běžně označován jako díván) má své místo v domovech většiny Íránců. Jeho básně se dodnes často učí zpaměti, používají se také jako přísloví a pořekadla, jsou zhudebňovány nebo slouží jako zdroj inspirace pro vizuální umění a kaligrafii. Háfizovo mauzoleum je vrcholným dílem íránské architektury. V Íránu se 12. říjen slaví jako Den Háfize.

## Život
Přes Háfizův vliv na perskou kulturu i jeho nesmírnou popularitu přetrvávající dodnes je toho o jeho životě známo jen velmi málo. Zvláště fakta o jeho dětství a mládí jsou známá pouze jako mytická anekdota. Dnešní vědci se většinou shodují na tom, že se narodil v roce 1315, popřípadě 1317, a zemřel roku 1390. Většinu svého života Háfiz strávil ve městě Šíráz. Už během svého života byl uznávaným a obdivovaným básníkem. Byl často napodobovaným jinými perskými básníky a znám i za hranicemi Persie. Nabídky mecenášství údajně pocházely i z Iráku nebo Indie.

## Dílo

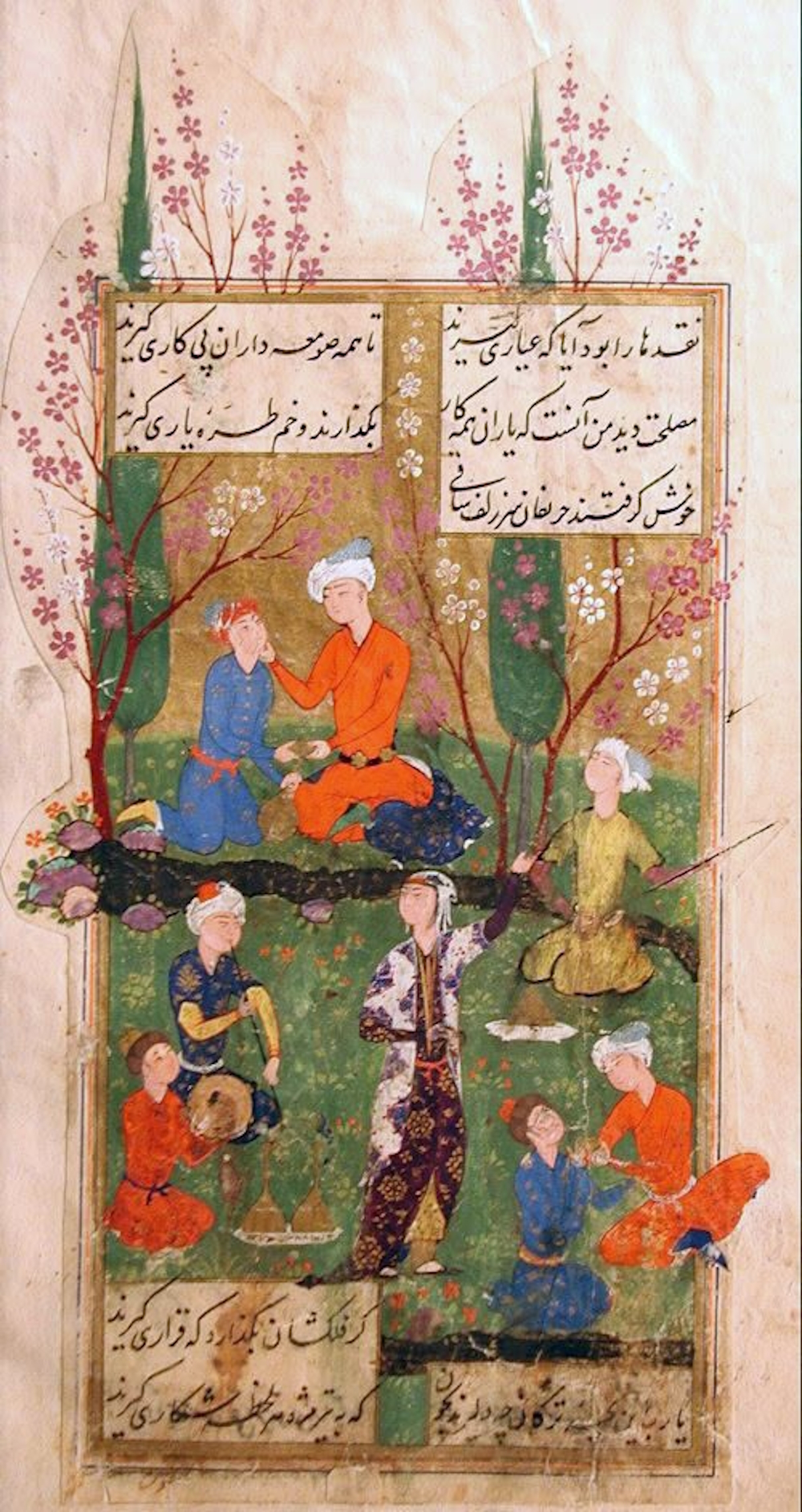
Háfizův Díván, perská miniatura, 1585.

Hlavními tématy jeho básní, z nichž většina má formu gazelu, jsou láska, oslava vína a opojení, pravé víry i poukazování na pokrytectví náboženských představitelů. Háfizovy básně byly mnohokrát přeloženy a jsou stále znovu analyzovány. Perskou literaturu po 14. století ovlivnilo více než jakékoli jiné dílo.
V roce 1771 poprvé přeložil Háfize do angličtiny významný britský filolog a indoevropeista William Jones. V Evropě ho ale proslavil především Goethe v knize Západovýchodní divan. Dále byl v západním světě Háfizem ovlivněn například Ralph Waldo Emerson, V roce 1881 vznikl jeho první překlad do češtiny, podílel se na něm také Jaroslav Vrchlický.

## Interpretace
Zda Háfizovo dílo interpretovat podle jeho doslovného nebo mystického významu, zůstává mezi vědci předmětem sporu.  V Evropě byl Háfiz nejdříve chápán jako konvenční lyrický básník tvořící básně podobné například milostné poezii Francesca Petrarcy. Později byl také interpretován jako básník didaktického, extatického mysticismu – od této teorie ale vědci následně upustili.  Tato nejasnost do značné míry pramení z toho, že ve 14. století jazyk lyrika a jazyk mysticismu do značné míry splývaly, neboť bylo zvykem vyjadřovat myšlenky mysticismu pomocí lyrického, nikoli prozaického jazyka.

## Háfizova hrobka

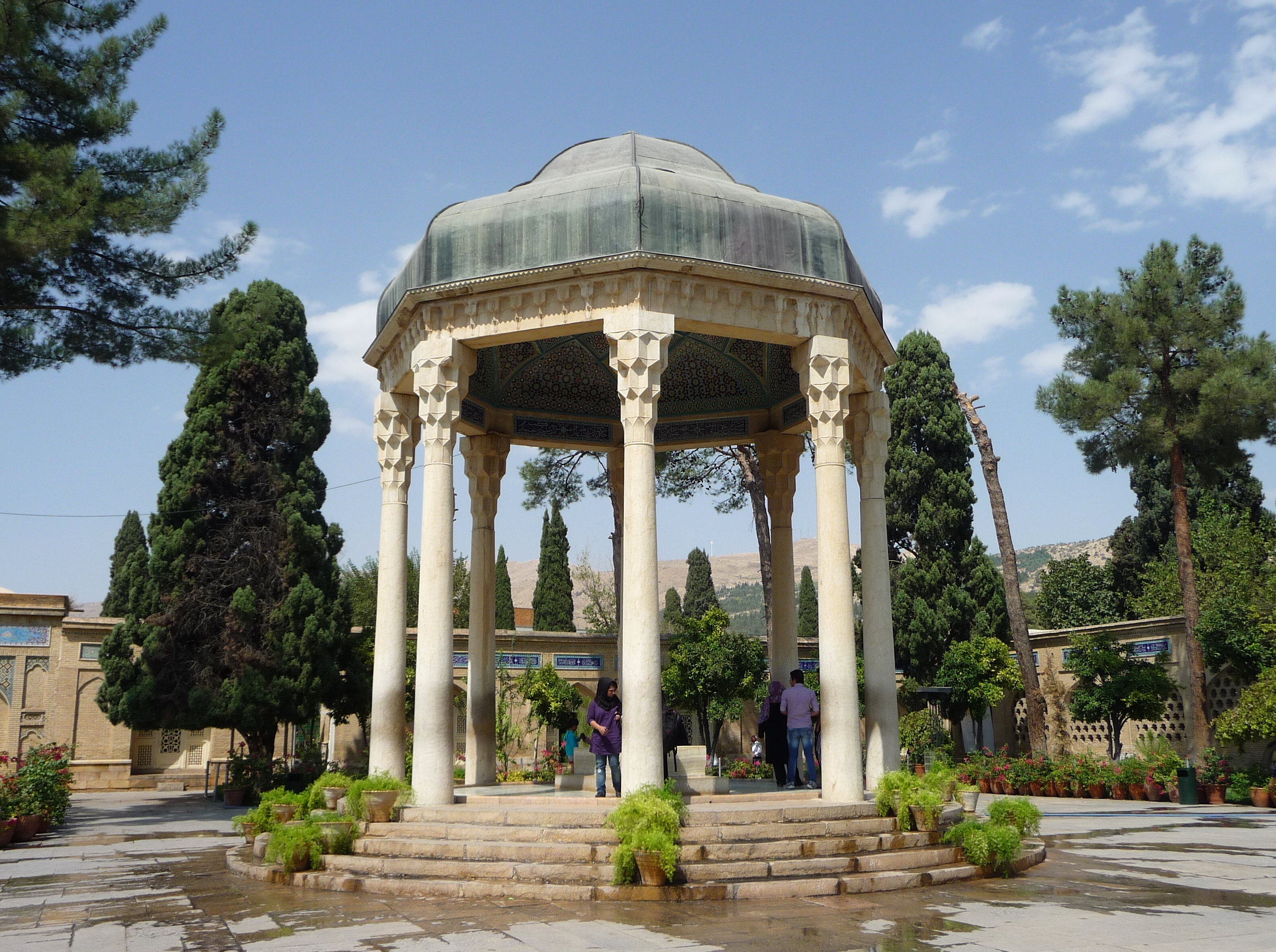
Háfezova hrobka v Šírázu

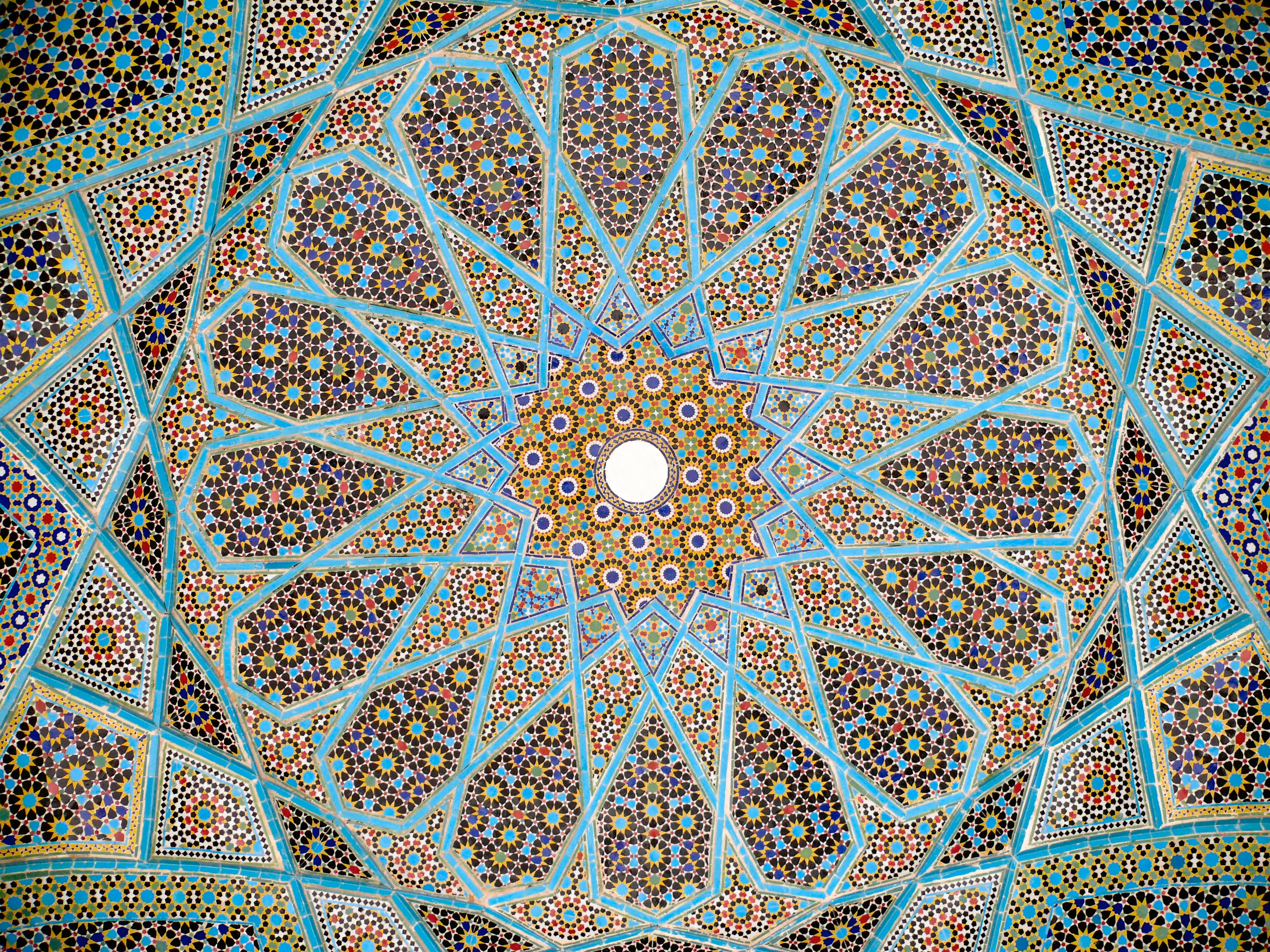
Mozaika na stropě Háfizova mauzolea

Asi dvacet let po jeho smrti byla Háfizovi postavena Háfizova hrobka v Šírázu. Do své dnešní podoby byla upravena ve třicátých letech 20. století a je dílem francouzského archeologa a architekta Andrého Godarda. Na alabastrové náhrobní desce je vyryta jedna z Háfizových básní. Pro mnohé Íránce je Háfizova hrobka poutním místem a patří k nejnavštěvovanějším památkám Šírázu.

## Překlady do češtiny
Překlady Háfizových básní do češtiny vyšly v následujících publikacích:
- Z dîvânu Hâfize (přeložili Jar. B. Košut a Jaroslav Vrchlický ; poznámkami opatřil Rudolf Dvořák)
- Z dívánu (z perštiny přeložila a poznámku napsala Věra Kubíčková)
- Co zbude z růží, když je slavík zradí (vybrala, z perštiny přeložila, poznámku a doslov napsala Věra Kubíčková)

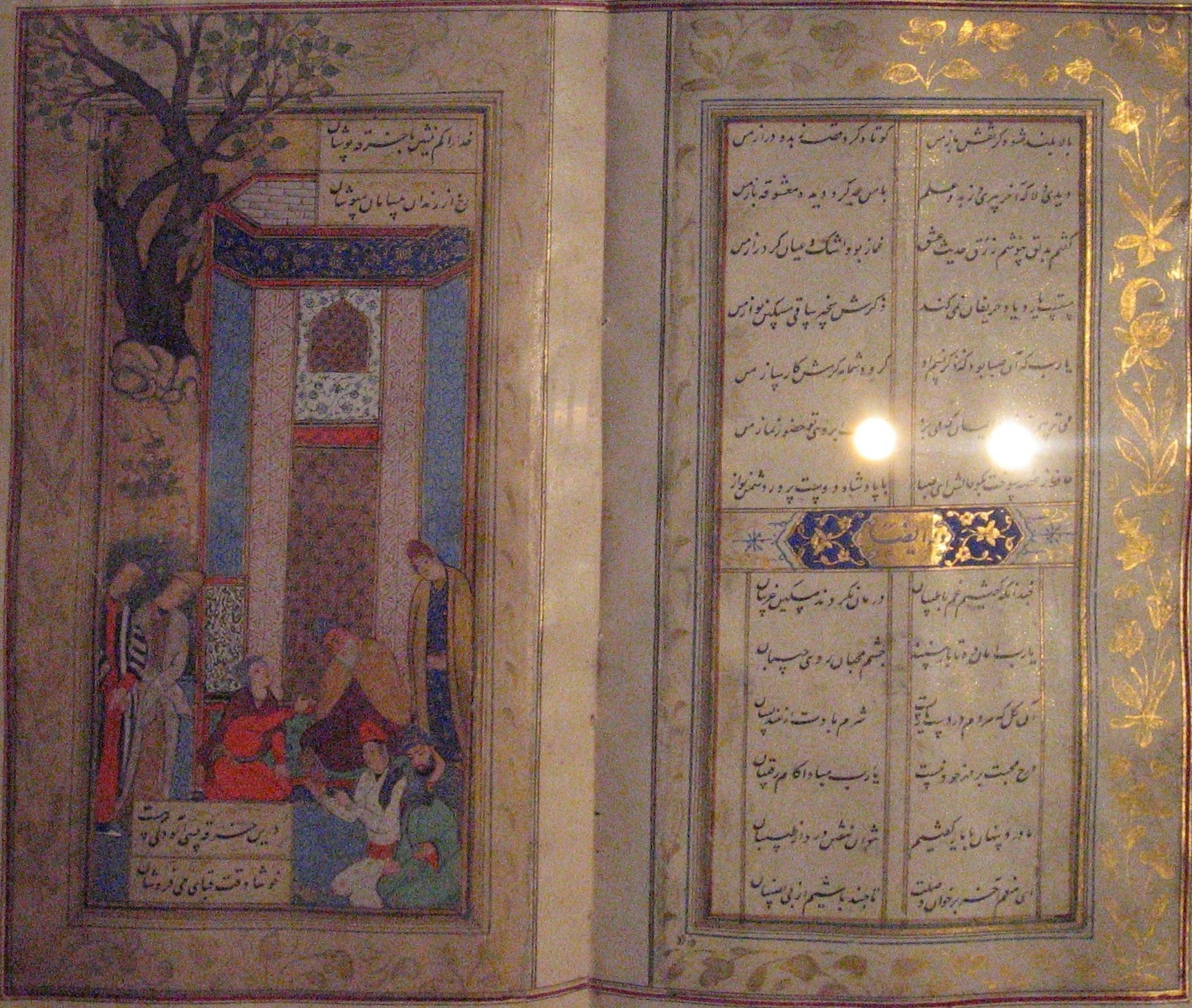
Háfizův Díván, vlevo perská miniatura, vpravo gazel v nastalíku. Národní muzeum Íránu, Teherán, Írán.